# 架空の国家
架空の国家（かくうのこっか）とは、フィクションのために創作された実在しない国家である。架空の王国は文学や映画、テレビゲームの設定や事物として登場することがほとんどである。
架空の国家は通常、初期のサイエンス・フィクション（あるいはサイエンス・ロマンス）の物語に登場していた。そのような国家は地球上に存在するが通常の地図帳には載っていないものである場合が多い。似たような物語は後に架空の惑星を舞台にして繰り広げられることとなった。
また、個人または集団で創造する架空の国家のことも言う。

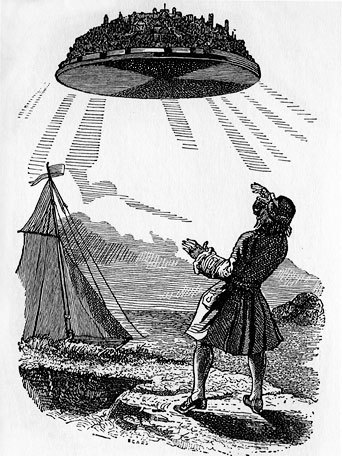
ガリヴァー旅行記のラピュータ

ジョナサン・スウィフトが創作した『ガリヴァー旅行記』の主人公、レミュエル・ガリヴァーはいくつかの奇妙な土地に訪れている。エドガー・ライス・バローズはターザンの冒険を当時のアフリカの地域を舞台に展開させたが、具体的な地域は大部分において不明のままである。奇妙な生物が暮らしていたり、奇妙な習慣が残る孤島はこれらの作者らの時代には多くの人々を楽しませるアイディアだった。19世紀に西洋の探検者が地球上のほとんどを調査すると、このオプションは西洋文化において通じるものではなくなった。それ以来、架空のユートピアおよびディストピアの社会は他の惑星や宇宙にある人類のコロニー、起源を別に持つ宇宙人の社会などに舞台を移すこととなった。架空の国家は現在とは別の国境が存在する遠い未来を舞台にする物語で用いられることもある。

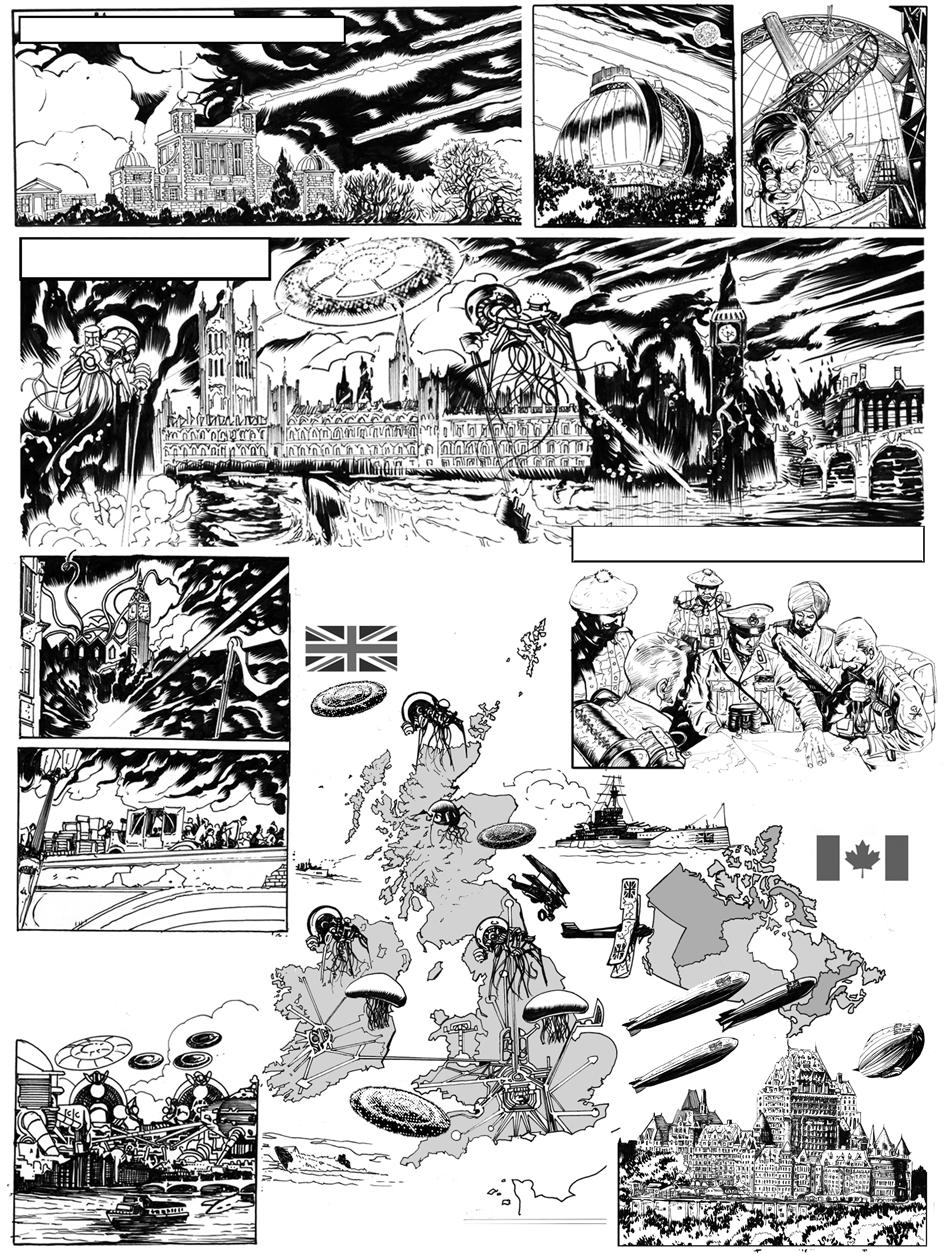
ハーバート・ジョージ・ウェルズ「宇宙戦争 (H・G・ウェルズ)」

スーパーヒーローやスパイのコミック、いくつかのスリラーものでも背景として架空の国家が用いられることがある。このような国家はほとんどの場合一つの物語（TVの場合一つのエピソード、コミックブックでは1号）だけしか登場しない。特筆すべき例外としてはマーベル・コミックの「ラトヴェリア」やDCコミックスの「Qurac」「Bialya」などがある。
日本でも宮沢賢治の「イーハトーブ」、ますむらひろしの「アタゴオル」、井上直久の「イバラード」池田あきこ「わちふぃーるど」等がある。
ミクロネーションとは異なる。

## 目的
架空の国家はしばしばわざと実在の国家に似せていたり、時としてその代用として用いられている。またユートピアやディストピアを如実に表現したものとして登場させられる。国名をモデルをもじったものにして、どの国を想定して創作した国なのかがはっきりさせている場合もある。（下記の半架空の国家に比べて）実在の国家の代わりに架空の国家を使うことによって、著者は読者に曖昧ながらに似ている地域を分からせながらもキャラクターや出来事、設定についてかなりの自由を利かせられるというメリットがある。架空の国家を用いると実在する国家の実際の歴史や政治、文化などの制約条件を気にする必要がなく、プロットの構成に重点を置くことができるのである。
作家は自分の作品のためにアーキタイプ（『西欧』、『中欧』、『アジア』、『中東』、『アフリカ』、『ラテンアメリカ』など）に基づいた架空の国家を作り出す場合がある。
そのような国家はしばしばそれらの地域のステレオタイプを含有している。例えば、とある架空の西欧国家を考案した者はその国をかつての（あるいは現在の）ソビエト連邦の衛星国家として描いたり、ロイヤルファミリーのサスペンスめいた物語が存在する国家として描いたりする。20世紀初頭なら、ルリタニアに似た国にしたり、吸血鬼やほかの超自然的な現象が起こる国にしたりする。架空の中東の国家はアラビア半島の何処かに位置し、石油が豊富で、イスラム過激派と問題を抱えており、支配者としてスルタンか精神的に不安定な独裁者がいることがしばしばである。ラテンアメリカなら大抵の場合ひっきりなしに起こる革命や軍事独裁政権、クーデターに悩まされるバナナ共和国である。アフリカにある国家ならそれらは貧窮や市民戦争、疫病に取って代わる。
現代の作家は普通そのような架空の国家を登場させる物語を事実として取り扱うことはない。しかし、18世紀初頭のジョルジュ・サルマナザールは自分自身をフォルモサ島（現在の台湾だが、地理的な面に限定しても現実の台湾とは異なる内容）の王子であるとして、自著『台湾誌』などで島及び近隣の東アジア諸国に関する作り話をしてスポンサーらに信じ込ませている。
幾人かの手癖の悪い興行主も単に人々を騙すための道具として架空の国家を創り上げている。1820年代グレゴール・マクレガーはでっちあげた「ポヤイス」(Poyais) という国の土地を売っている。現代でも「メルキゼデク」や「エネンキオ王国」などが同じ手口で用いられている。同様に、架空の国家を後ろ盾に金融詐欺が行われるケースもある。それはパスポートや旅行のための書類の販売や、政府による完全な支援があるように見える架空の銀行や企業の立ち上げなど変化に富んでいる。
架空の国家は意識調査を目的として創られることもある。2004年4月の意識調査で、イギリス人の10%は架空の国家である「ルヴァニア」(Luvania) がまもなくEUに加盟すると信じていた。似たような出来事としてハンガリー人の3分の2が2007年3月に「Piresa」という架空の国家からの移民達の避難所を用意しないように要請している。
実用上の例としては、10桁のISBNの枯渇により新設された13桁のISBNにEANコードを組み込むため、Booklandと呼ばれるEAN国コード上の架空の国が設定された。

## 疑わしい事例
一部の人々の間で実在していると信じられている物語や神話、伝説などに登場する国家として以下のようなものが挙げられる。
- アトランティス
- アストラン
- エル・ドラド
- レムリア
- ムー大陸
- オフィール（英語版）
- シャングリラ、シャンバラ
- ザナドゥ
- ゼンブラ (Zembla)（青白い炎を参照）
- ザンジュ
- テソモニア